# Camillo Golgi
Camilo Golgi (Corteno, Brescia, Itàlia 1843 - Pavia 1926) fou un metge i professor universitari italià guardonat amb el Premi Nobel de Medicina i Fisiologia l'any 1906. Al costat de Santiago Ramón y Cajal se'l considera un dels pioners en l'estudi de la biologia cel·lular.

## Biografia
Va néixer el 7 de juliol de 1843 a la ciutat de Corteno, situada a la regió de la Llombardia i actualment a la província de Brescia. Fill d'un funcionari del departament mèdic, va estudiar medicina a la Universitat de Pàdua, on es graduà l'any 1865. Va iniciar la seva carrera laboral a la clínica psiquiàtrica del criminòleg Lombroso, però aviat es va interessar per la histologia. El 1872 va començar a treballar en el pavelló d'incurables d'un hospital a la ciutat d'Abbiategrasso. Va exercir com a professor d'anatomia a les Universitats de Torí i Siena i, posteriorment fou nomenat catedràtic d'histologia en la de Pavia, de la qual va arribar a ser degà de la Facultat de Medicina, així com rector.
Va morir el 21 de gener de 1926 a la seva residència de la ciutat de Pavia, situada a la província del mateix nom.

## Recerca científica

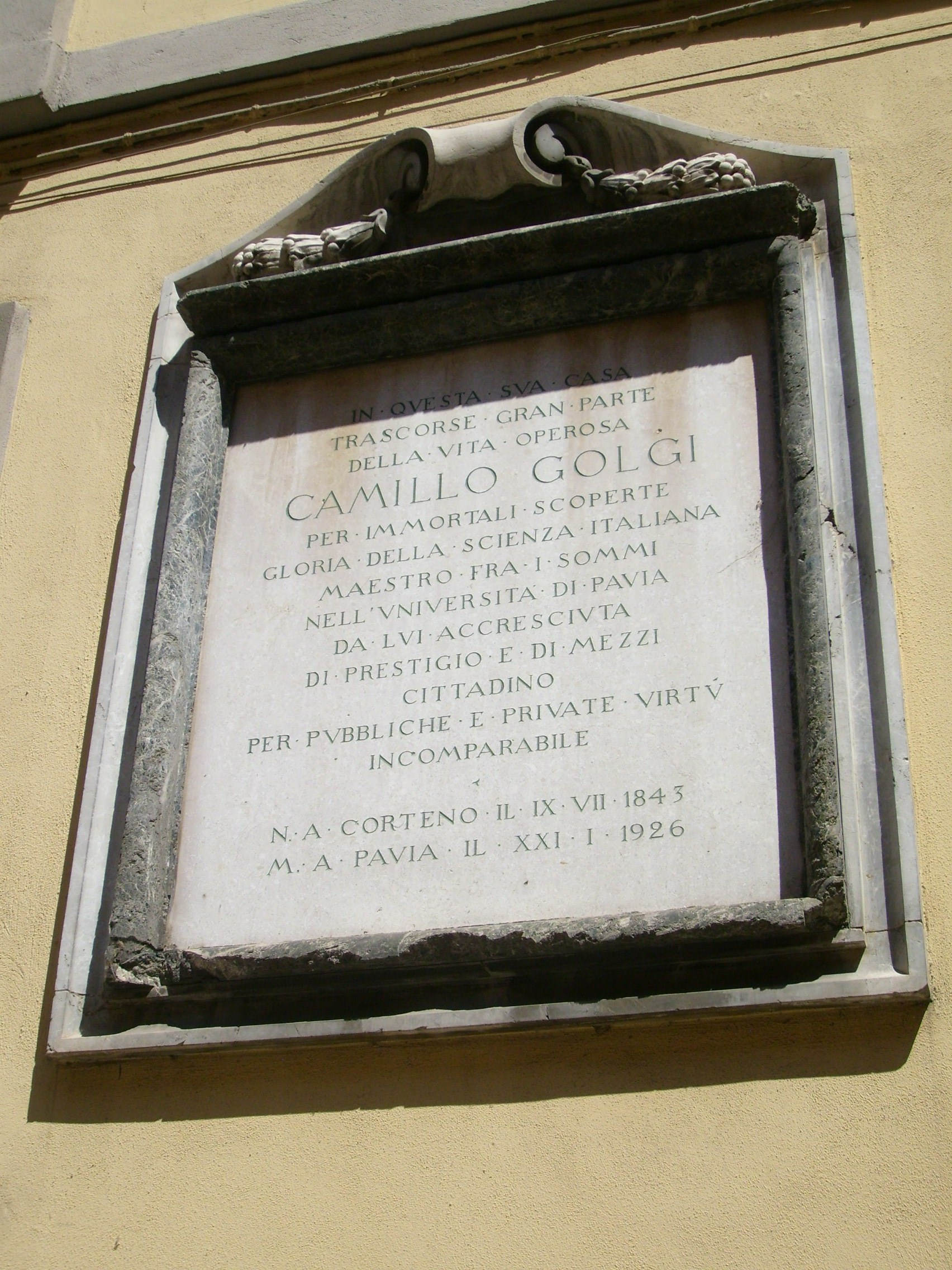
Placa commemorativa a la casa on va viure Camillo Golgi a Pavia

Tot i els escassos mitjans amb els quals comptava va assolir importants resultats amb els seus experiments, entre els quals destaca el mètode de la tintura mitjançant el nitrat d'argent, que va suposar una revolució en l'estudi al laboratori dels teixits nerviosos. Emprant aquest mètode, va identificar una classe de cèl·lula nerviosa dotada d'unes extensions, o dendrites, mitjançant les quals es connecten entre si altres cèl·lules nervioses. Aquest descobriment va permetre posteriorment a Heinrich Wilhelm Waldeyer formular la hipòtesi que les cèl·lules nervioses són les unitats estructurals bàsiques del sistema nerviós, hipòtesi que més tard demostraria Santiago Ramón y Cajal.
El 1876, després del seu retorn a la Universitat de Pavia, va continuar l'examen de les cèl·lules nervioses, obtenint proves de l'existència d'una xarxa irregular de cavitats o dictiosomes que ocupen un paper essencial en operacions cel·lulars com la construcció de la membrana, l'emmagatzematge de lípids i proteïnes o el transport de partícules al llarg de la membrana plasmàtica. En honor a Golgi aquests dictiosomes s'anomenaren aparell de Golgi.
Entre 1885 i 1893 va dedicar les seves investigacions a l'estudi del paludisme, arribant a distingir dues patologies, anomenades paladisme tercià i quartà, provocades per dues espècies diferents d'un mateix protozou paràsit denominat Plasmodium, així com la identificació de l'accés febril esdevingut per l'alliberament per part d'aquest organisme d'espores en el flux sanguini.
L'any 1906 Golgi fou guardonat amb el Premi Nobel de Medicina o Fisiologia, conjuntament amb Santiago Ramón y Cajal, pels seus estudis sobre l'estructura del sistema nerviós.

## Reconeixements
En honor seu s'anomenà el cràter Golgi sobre la superfície de la Lluna.